# Beata Szamyjer
Beata Szamyjer, z d. Jastrzębska (ur. 6 marca 1965 w Zgorzelcu) – polska koszykarka, mistrzyni i reprezentantka Polski.

## Życiorys
Była wychowanką MKS Osa Zgorzelec. W ekstraklasie debiutowała w barwach Polonii Warszawa, w której występowała dwa sezony (1984–1986). Następnie była zawodniczką Czarnych Szczecin (1986-1989) i Stilonu Gorzów (1989–1995 i 1996/1997). W sezonie 1995/1996 występowała w zespole Warty Gdynia i zdobyła z tą drużyną mistrzostwo Polski.
W reprezentacji Polski wystąpiła na mistrzostwach Europy w 1993 (5. miejsce).

## Osiągnięcia
Drużynowe
- Mistrzyni Polski (1996)

Reprezentacja
- Uczestniczka:
  - mistrzostw Europy (1993 – 5. miejsce)
  - kwalifikacji do igrzysk olimpijskich (1992)